# Ilbesheim (Donnersbergkreis)

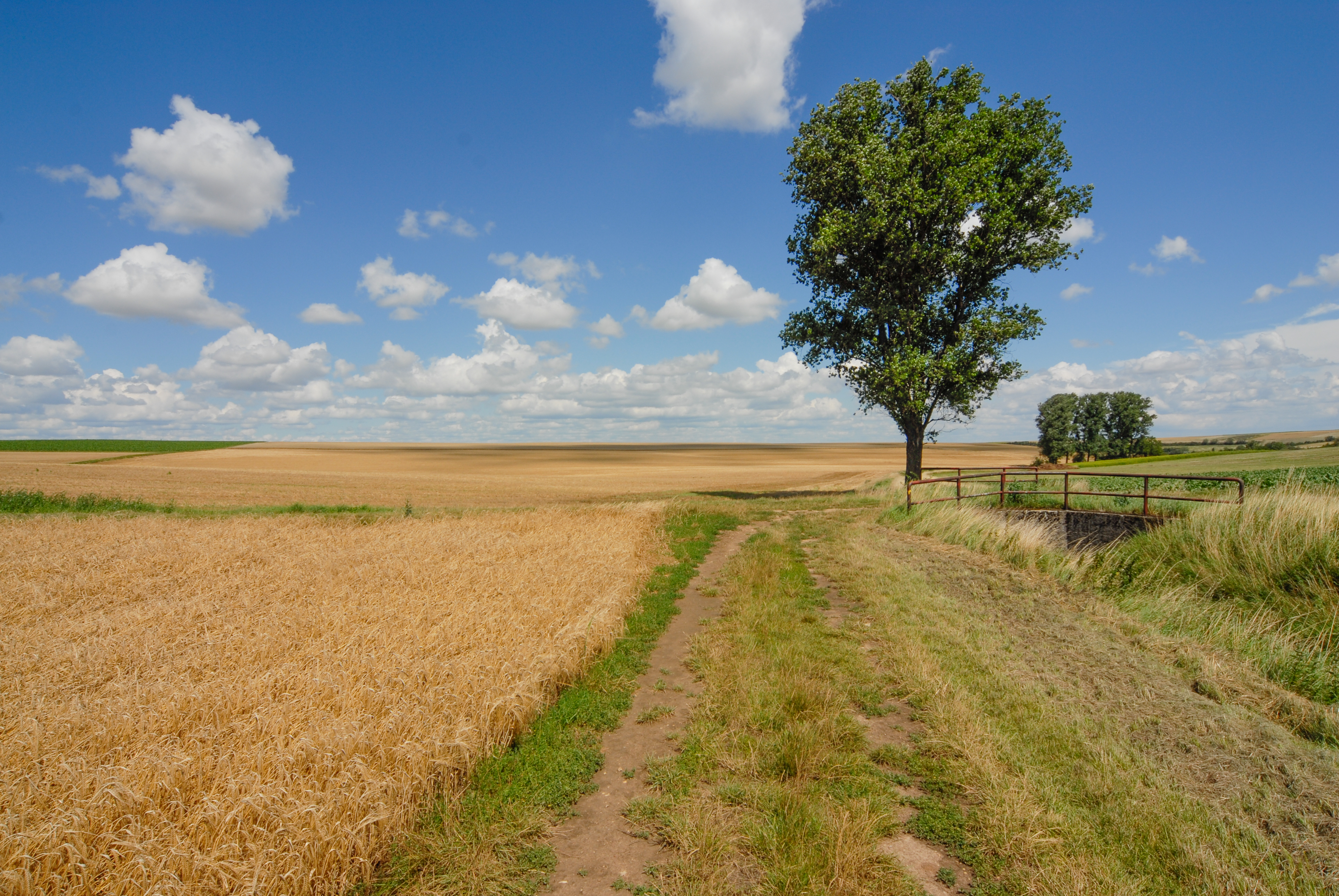
Landschaft bei Ilbesheim

Ilbesheim ist eine Ortsgemeinde im Donnersbergkreis in Rheinland-Pfalz. Sie gehört der Verbandsgemeinde Kirchheimbolanden an.

## Geographie
Ilbesheim liegt im Südteil des Alzeyer Hügellands auf der sogenannten „Ilbesheimer Lösschwelle“. Die Gemarkung wird zu etwa 87 Prozent landwirtschaftlich genutzt und weist keinerlei Waldfläche auf.
Der ehemalige Bahnhof Morschheim (Donnersbergbahn) liegt zum Teil auf der Gemarkung von Ilbesheim.

## Geschichte
Ilbesheim wurde im 8. Jahrhundert erstmals urkundlich erwähnt. Man fand jedoch Gräber, die bereits aus der La-Tène-Zeit stammen. Die heute protestantische Dorfkirche besitzt einen romanischen Turm, der in die Epoche um 1100 datiert wird.
Schon früh kam das Dorf als Exklave zur Grafschaft Falkenstein. Zunächst regierten diese die Herren von Bolanden, welche 1418 von den Grafen von Virneburg beerbt wurden.
Über verschiedene Eigentümer ging die Grafschaft Falkenstein und mit ihm das Dorf Ilbesheim 1667 an den Herzog von Lothringen über. Durch die Heirat des Lothringer Herzogs Franz Stephan mit Maria Theresia von Habsburg, kam Ilbesheim an Österreich und unterstand dem Oberamt Winnweiler des Reichsteils Vorderösterreich. Der zuständige Amtmann residierte in Winnweiler.
1756 beschwerten sich protestantische Ilbesheimer Einwohner beim Kaiser in Wien über die Einführung eines Mitbenutzungsrechtes (Simultaneum) ihrer Kirche für die Katholiken. Dazu wurden zweimal Gemeindedeputierte nach Wien entsandt, über die sich Kaiser Franz I. in seiner schriftlichen Antwort vom 28. Juli 1756 befremdet zeigt, da „die zuletzt hierher deputierte Ilbesheimer Gemeindsleute, welchen es allem Ansehen nach nur um Vermehrung der von der Gemeinde etwan ziehenden Tagegeldern seyn mag, bereits in den 2ten Monat nach erhaltener Auskunft allhier sich ohnnützlich aufhalten“.
Am 11. Juni 1758 fand in Ilbesheim erstmals seit der Reformation wieder eine Fronleichnamsprozession statt. Die deshalb an den Kaiser gesandte Klageschrift der protestantischen Gemeinde zeichnet ein interessantes und buntes Bild der barocken Landfestlichkeit. Sie berichtet, die Katholiken ließen im „gegenwärtig laufenden Jahre, und zwar am 11ten Junii, eine solche öffentliche Procession in loco (=am Ort) anrichten, und dazu catholische Glaubensgenossen von 5 Stunden weit, nebst denen benachbarten, insonderheit der angrenzenden churpfälzischen Gemeinde Stetten, mit Fahnen, Gesang und Klang, auch mit Aufstellung von versamleten und berufenen auswärtigen Bauersleuten mit Gewehr versehenen 2 Compagnie, dergestalten anordnen […] daß unter diesem Aufzuge das hochwürdige Guth publice (=öffentlich) durch den […] catholischen Pfarrern circumgestired (=umhergezeigt), an verschiedenen Stellen im Ort öffentliche Messe gelesen, benedictiones (=Segen) ertheilet, und bey solchen geistlichen Actibus (=Handlungen) jedesmalen von dem aufgerichteten Bauerncommando  Feuer gegeben“ wurde.
Tatsächlich wurde die 1790 neu errichtete Kirche in Ilbesheim – wie viele andere Kirchen in der Pfalz – mit einer Trennwand ausgestattet, damit sie sowohl von der protestantischen als auch von der katholischen Gemeinde benutzt werden konnte. Erst im Jahr 1968 wurde die Trennwand entfernt.
Nach 1792 hatten französische Revolutionstruppen die Region besetzt und nach dem Frieden von Campo Formio (1797) annektiert. Von 1798 bis 1814 gehörte das Dorf zum französischen Departement Donnersberg und war dem Kanton Kirchheim zugeordnet.
Aufgrund der auf dem Wiener Kongress (1815) getroffenen Vereinbarungen und einem Tauschvertrag mit Österreich kam die Region 1816 zum Königreich Bayern. Ab 1818 war die Gemeinde Ilbesheim dem Landkommissariat Kirchheim im bayerischen Rheinkreis, später dem Bezirksamt Kirchheimbolanden zugeordnet, aus dem 1938 der Landkreis Kirchheimbolanden hervorging. Seit 1946 gehört Ilbesheim zum damals neu gebildeten Land Rheinland-Pfalz.
Zur Unterscheidung von Ilbesheim bei Landau in der Pfalz erhielt der Ort die Zusatzbezeichnung Ilbesheim auf dem Gleichen.
Statistik zur Einwohnerentwicklung
Die Entwicklung der Einwohnerzahl von Ilbesheim, die Werte von 1871 bis 1987 beruhen auf Volkszählungen:
| Jahr | Einwohner |
| 1815 | 470       |
| 1835 | 635       |
| 1871 | 634       |
| 1905 | 581       |
| 1939 | 531       |

| Jahr | Einwohner |
| 1950 | 677       |
| 1961 | 604       |
| 1970 | 523       |
| 1987 | 466       |
| 2005 | 516       |

## Politik

### Gemeinderat
Der Gemeinderat in Ilbesheim besteht aus zwölf Ratsmitgliedern, die bei der Kommunalwahl am 9. Juni 2024 in einer Mehrheitswahl gewählt wurden, und dem ehrenamtlichen Ortsbürgermeister als Vorsitzendem.

### Bürgermeister
Ortsbürgermeister ist Dieter Schröder. Bei der Direktwahl am 9. Juni 2024 wurde er mit einem Stimmenanteil von 86,5 % in seinem Amt bestätigt.

### Wappen
| Wappen von Ilbesheim | Blasonierung: „In Blau ein bewurzelter goldener Getreidehalm, belegt von zwei gekreuzten goldenen Eichenzweigen mit je einer goldenen Eichel und zwei goldenen Eichenblättern.“                                                                |
| Wappen von Ilbesheim | Wappenbegründung: Es wurde 1937 vom Reichsstatthalter in Bayern verliehen und geht zurück auf ein Siegel aus dem Jahr 1683. Das 1622 eingesetzte Gerichtssiegel zeigt einen Eichenzweig ohne Blätter, der mit einem Getreidehalm gekreuzt ist. |

## Sehenswürdigkeiten
Die Kirche in Ilbesheim war historisch (bis 1968) eine Simultankirche für die protestantischen und katholischen Gemeinden. Der Kirchturm geht noch auf einen Vorgängerbau aus dem 11. Jahrhundert zurück, das Kirchenschiff stammt aus dem Jahr 1790 und ersetzte einen älteren Vorgängerbau. Der ehemalige Kirchhof wurde jüngst in eine Parkanlage umgebaut. Die protestantische Gemeinde in Ilbesheim wird heute vom Pfarrer in Gauersheim betreut.
Im Jahr 1968 errichtete die katholische Gemeinde die Kapelle St. Johannes auf dem Gleichen. Sie war Filiale der Pfarrkirche in Stetten und wird heute von Kirchheimbolanden aus betreut.

## Wirtschaft und Infrastruktur
Die Hochebene um Ilbesheim verfügt über ertragreiche Lößböden, weshalb die Landwirtschaft historisch eine bedeutende Rolle spielte. Heute sind die meisten Einwohner Wegpendler, die in den nächstgelegenen Ballungszentren arbeiten.
Im Ort kreuzen sich die L 445 und die L 446. In kurzer Entfernung befindet sich südwestlich ein direkter Anschluss an die A 63 (Kaiserslautern-Mainz). Die VRN-Buslinien 426, 904 und 907 binden Ilbesheim an den öffentlichen Nahverkehr an. Es werden im Ort die Bushaltestellen Gauersheimer Straße, Kirche, Ortsmitte und Raiffeisenstraße bedient. In Kirchheimbolanden ist ein Bahnhof der Donnersbergbahn. 

## Persönlichkeiten

### Ehrenbürger
- Karl Best (1925–2019),[12] Ortsbürgermeister von 1974 bis 1997[13]

### Söhne und Töchter der Gemeinde
- Ludwig Knobloch (1901–1995), deutscher Politiker (CDU), MdB, Präsident der Arbeitsgemeinschaft deutscher Zuckerrübenbau-Verbände
- Kurt Rocker (1928–2020), Politiker (CDU) und Abgeordneter im Landtag von Rheinland-Pfalz